# 기쿠요정
기쿠요정(일본어: 菊陽町 기쿠요마치[*])은 일본 구마모토현 중부에 있는 기쿠치군의 정이다. 최근에는 구마모토시의 베드타운화가 진행되어 인구 증가율이 현내에서 가장 높다.

## 지리
구마모토시의 북동쪽으로 인접하는 정이다. 정의 중남부를 시라카와강이 서쪽으로 흐르고 있고 연안에는 하안단구(단구애)가 펼쳐져 있다.

## 인접한 자치체
- 구마모토시
- 고시시
- 기쿠치군 오즈정
- 가미마시키군 마시키정

## 역사
- 1889년 4월 1일 - 정촌제 시행으로 고시군 쓰다촌·하라스이촌, 가미마시키군 하쿠스이촌이 성립하였다.
- 1896년 4월 1일 - 군제 시행으로 고시군을 기쿠치군에 편입하였다.
- 1955년 4월 1일 - 쓰다촌·하라스이촌·하쿠스이촌이 대등 합병해 기쿠요촌이 성립하였다.
- 1969년 1월 1일 - 기쿠요촌이 정으로 승격해 기쿠요정이 되었다.

## 교통

### 철도
- 규슈 여객철도 호히 본선

### 도로
- 국도 57호선[1][2]

## 자매 도시
- 일본 가고시마현 야쿠시마정